# يوريكو هانابوسا
يوريكو هانابوسا (باليابانية: 英百合子؛ بالكانا: はなぶさ ゆりこ) هي ممثلة يابانية، ولدت في 7 مارس 1900 في كورشي في اليابان، وتوفيت في 7 فبراير 1970.

## وصلات خارجية
- يوريكو هانابوسا على موقع IMDb (الإنجليزية)
- يوريكو هانابوسا على موقع قاعدة بيانات الفيلم (الإنجليزية)